# خان موریچا

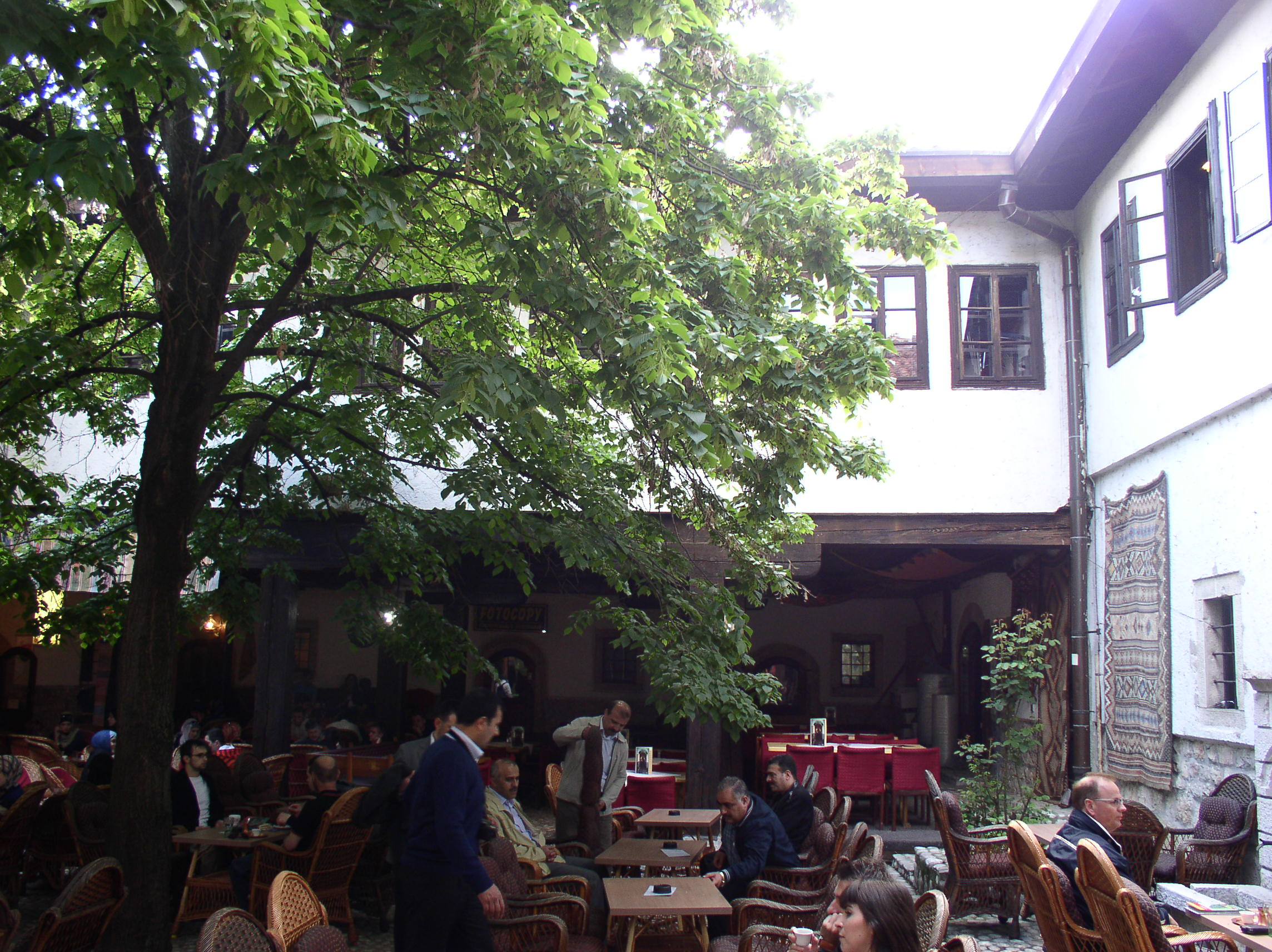
حیاط خان موریچا در مهٔ سال ۲۰۰۱

خان موریچا (بوسنیایی: Morića Han)، کاروانسرایی ساخته شده‌است در دوران عثمانی، واقع در سارایوو واقع است که در سال ۱۵۵۱ ساخته شده‌است. این بنا از موقوفات غازی خسرو بگ است.

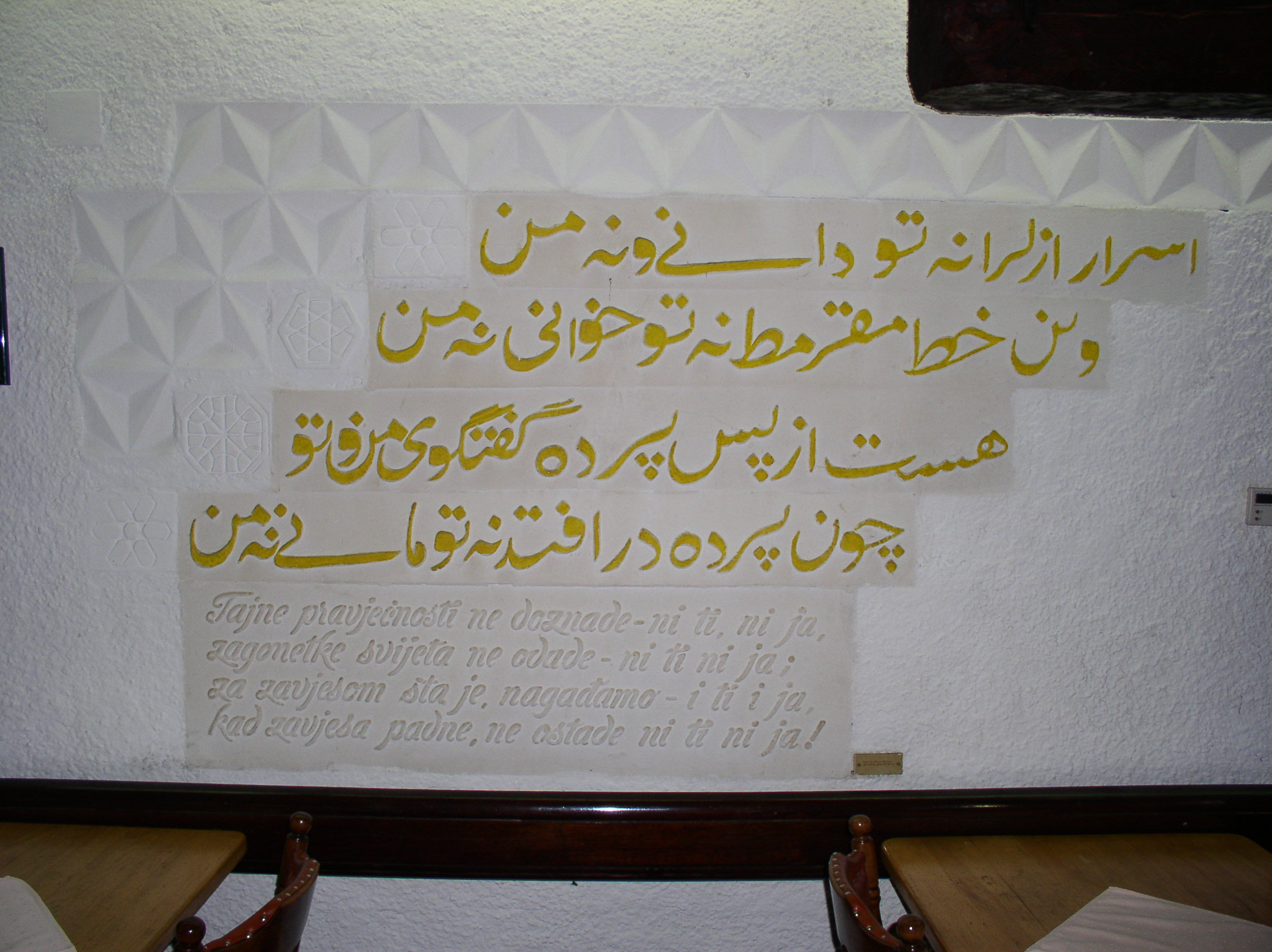
کتیبه ای از شعری از عمر خیام؛

| اسرار ازل را نه تو دانی و نه من |  | وین خط مقرمط نه تو خوانی و نه من |
| هست از پس پرده گفتگوی من و تو   |  | چون پرده درافتد نه تو مانی و من  |